# Apple Car
L’Apple Car, est un projet de voiture électrique imaginé en 2014 et 2015 par la société Apple. La voiture développée sous le nom de code « Projet Titan » est abandonnée, après que 113 milliards de dollars ont été dépensés en R&D, en 2024.
L'objectif de ce projet est de concurrencer General Motors, Nissan, Tesla, ou encore Huaweiqui pourrait en devenir un concurrent sérieux dans les années à venir. Selon ses dires, Elon Musk aurait voulu vendre Tesla à Apple en 2018, mais a vu son offre refusée par Tim Cook,.
En 2018, Apple a réalisé un partenariat avec Volkswagen pour produire un fourgon-navette autonome basé sur la plate-forme de véhicule utilitaire T6 Transporter. Aussi, on ne sait toujours pas qui assemblerait une voiture de marque Apple, mais il se pourrait qu'Apple compte sur un partenaire de fabrication pour construire ses véhicules.
La voiture qui devait être commercialisée en 2021, puis en 2024 va sûrement voir sa date de sortie retardée d'encore quelques années en raison de nombreux retards accumulés par la société californienne, de ses niveaux d'exigence très élevés, de la Pandémie de COVID-19, et des évolutions et changements constants dans le marché de la voiture électrique autonome. Le célèbre analyste de TF sécurities, Ming-Chi Kuo, affirme que le « projet Titan » n’aboutira pas avant la période 2025 / 2027.
Le projet est aujourd'hui sous la supervision de Doug Field, l'ancien Vice-Président en Ingénierie de Tesla.
Selon des sources encore non confirmées :
la voiture d’Apple pourrait comporter plusieurs capteurs lidar pour scanner différentes distances. En ce qui concerne la batterie de la voiture, Apple prévoit d’utiliser une batterie LFP (Lithium-Fer-Phosphate), très intéressante car peu susceptible de surchauffer et donc plus sure que d’autres types de batteries lithium-ion.